# Карповецька сільська рада
Карповецька сільська рада — колишня адміністративно-територіальна одиниця та орган місцевого самоврядування у Любарському, Бердичівському і Чуднівському районах Житомирської і Бердичівської округ, Вінницької й Житомирської областей Української РСР та України з адміністративним центром у с. Карпівці.

## Населені пункти
Сільській раді були підпорядковані населені пункти:
- с. Карпівці
- с. Шевченка

## Населення
Кількість населення ради, станом на 1923 рік, становила 3 432 особи, кількість дворів — 723.
Відповідно до перепису населення СРСР, станом на 17 грудня 1926 року, чисельність населення ради становила 3 812 осіб, з них, за статтю: чоловіків — 1 817, жінок — 1 995; етнічний склад: українців — 3 514, росіян — 26, євреїв — 18, поляків — 245, чехів — 9. Кількість господарств — 777, з них несільського типу — 22.
Відповідно до результатів перепису населення СРСР, кількість населення ради, станом на 12 січня 1989 року, становила 2 609 осіб.
Станом на 5 грудня 2001 року, відповідно до перепису населення України, кількість мешканців сільської ради становила 2 241 особу.

## Склад ради
Рада складалася з 16 депутатів та голови.

## Керівний склад сільської ради
| ПІБ                        | Основні відомості                                                                                                | Дата обрання | Дата звільнення |
| -------------------------- | --- | ------------ | --------------- |
| Мельник Сергій Аркадійович | Сільський голова, 1966 року народження, освіта, член Всеукраїнського об'єднання 'Батьківщина'                    | 26.03.2006   | 31.10.2010      |
| Мельник Сергій Аркадійович | Сільський голова, 1966 року народження, освіта середня спеціальна, член Всеукраїнського об'єднання 'Батьківщина' | 31.10.2010   |                 |

Примітка: таблиця складена за даними джерела

## Історія
Створена 1923 року в с. Карпівці Красносільської волості Полонського повіту Волинської губернії.
Станом на 1 вересня 1946 року сільська рада входила до складу Чуднівського району Житомирської області, на обліку в раді перебувало с. Карпівці.
11 січня 1960 року, відповідно до рішення Житомирського облвиконкому № 2 «Про зміни в адміністративно-територіальному поділі сільських рад в районах області», до складу ради передано селище Шевченка Красносільської сільської ради Чуднівського району.
На 1 січня 1972 року сільська рада входила до складу Чуднівського району Житомирської області, на обліку в раді перебували с. Карпівці та сел. Шевченка.
27 липня 2018 року територію та населені пункти ради включено до складу Вільшанської сільської територіальної громади Чуднівського району Житомирської області.
Входила до складу Любарського (7.03.1923 р.), Чуднівського (21.08.1924 р., 8.12.1966 р.) та Бердичівського (30.12.1966 р.) районів.